# Tristan Kuijsten
Tristan Kuijsten, né le 16 janvier 2005 à Almere au Pays-Bas, est un footballeur néerlandais évoluant au poste de gardien de but.

## Palmarès
Pays-Bas -17 ans
- Championnat d'Europe -17 ans :
  - Finaliste : 2022.